# آندریاس لکنسوند
آندریاس لکنسوند (انگلیسی: Andreas Leknessund؛ زادهٔ ۲۱ مهٔ ۱۹۹۹ ‏(۲۵ سال)) دوچرخه‌سوار اهل نروژ است.
از باشگاه‌هایی که در آن بازی کرده‌است می‌توان به تیم سانوب اشاره کرد.
وی در مسابقات کشوری و بین‌المللی در مجموع برندهٔ ۲ مدال طلا شده‌است.